# Эндартериит
Эндартериит (от греч. ἔνδον — внутрь и лат. arteria — артерия), облитерирующий эндартериит — хроническое заболевание сосудов вследствие воспаления в интиме сосудов с преимущественным поражением артерий ног: постепенная облитерация — сужение сосудов вплоть до полного закрытия их просвета с омертвением лишенных кровоснабжения тканей (спонтанная гангрена). Эндартериит является системным заболеванием с преимущественной локализацией в сосудах нижних конечностей. При облитерирующем эндартериите поражение сосудистого русла начинается с мелких сосудов (от артерий малого калибра до капилляров). 
Чаще поражаются мужчины (95% случаев) в возрасте 20-45 лет. 

## Этиопатогенез
Можно определить некоторые факторы риска, способствующие возникновению заболевания: отморожения, травма, психическое перенапряжение, никотиновая интоксикация, инфекционные заболевания. В настоящее время можно считать общепризнанным, что облитерирующий эндартериит является полиэтиологическим заболеванием.
Ведущие факторы патогенеза — расстройство вегетативной иннервации, приводящей к спазму сосудистой стенки, воспаление сосудистой стенки с выделением медиаторов, также способствующих спазму сосудов, выработка аутоантител к стенке сосуда, поддерживающих воспалительную реакцию, гиперфункция надпочечников, гиперадреналинемия; все это ведет к нарушению капиллярного кровообращения, аноксии тканей и ответной реакцию организма на повреждение.
Облитерирующий эндартериит относится к аллергическим аутоиммунным заболеваниям. Для него характерно наличие в крови аутоантител и циркулирующих иммунных комплексов, что подтверждает аутоиммунный генез заболевания. Обнаруживаются также антифосфорные и антиэластиновые антитела и повышенное содержание иммуноглобулинов класса А и М.

## Клиника
Основные симптомы: быстрая утомляемость ног, повторные длительные охлаждения ног, судороги, позже перемежающаяся хромота, мучительные боли при ходьбе и в покое. Больные испытывают повышенную чувствительность к низкой температуре, онемение, трофические расстройства в виде язв, некрозов или гангрены.

## Лечение
Принципиально важно категорическое запрещение курения.
Медикаментозные методы направлены на улучшение микроциркуляции и трофики тканей конечностей. С этой целью могут использоваться низкомолекулярные декстраны (реополиглюкин, реомакродекс), прямые антикоагулянты (гепарин, фраксипарин), дезагреганты (пентоксифиллин, курантил, аспирин). С целью регуляции сосудистого тонуса назначаются транквилизаторы, седативные средства, антигистаминные препараты. Применимы методы экстракорпоральной детоксикации (гемосорбция, лазерное и ультрафиолетовое облучение крови), физиотерапия (диатермия пояснично-крестцовой области, электрофорез новокаина, гепарина, йодистого калия, ультразвук, амплипульс, гальванические ванны, дарсонвализация, массаж, баротерапия).
Реконструктивные операции не эффективны. 
Наличие у пациента облитерирующего эндартериита и облитерирующего атеросклероза сосудов нижних конечностей с дистальным уровнем поражения является показанием для применения поясничной и грудной симпатэктомии. Также возможны периартериальная симпатэктомия, а при развитии некроза и гангрены пальцев или стопы — малые и высокие ампутации.